# Roy i Silo

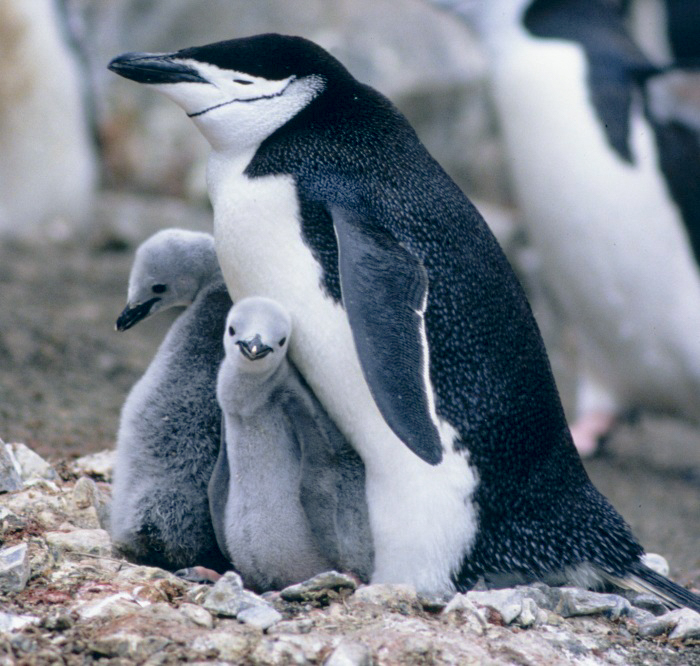
Pingwiny z gatunku Pygoscelis antarcticus w naturalnym środowisku

Roy i Silo – para samców pingwinów z gatunku pingwinów maskowych Pygoscelis antarcticus z nowojorskiego Central Park Zoo. Stali się jednym z głośniejszych przypadków homoseksualnych zachowań u zwierząt opisywanych przez media.
Pracownicy ogrodu zoologicznego zwrócili uwagę na tę parę, gdy ta zaopiekowała się wspólnie kamieniem przypominającym jajko. W ramach eksperymentu pingwinom zamieniono kamień na prawdziwe jajo pochodzące od innej pary, która miała dwa. Roy i Silo skutecznie zaopiekowali się jajem. Wykluła się z niego samica, która otrzymała imię Tango. Historia pingwinów stała się kanwą książki dla dzieci pt. Z Tango jest nas troje autorstwa Petera Parnella i Justina Richardsona wydanej po raz pierwszy w 2005 r.
Tango po osiągnięciu dojrzałości stworzyła w ZOO parę z inną samicą o imieniu Tanuzi przez dwa sezony lęgowe od 2005 r.
Para Roy i Silo była nierozłączna w sumie przez sześć lat. W 2005 r. Silo stworzył parę godową z samicą nazywaną Scrappy, z którą doczekał się potomstwa.

## Podobne przypadki
Homoseksualne zachowania wśród pingwinów obserwowane są często w ogrodach zoologicznych. W ZOO w San Francisco taką parą opisywaną przez media byli Harry i Pepper, a w Bremerhaven Z i Vielpunkt. Zachowania takie w naturze stwierdzono wśród ponad 1500 gatunków innych zwierząt, a u ponad 500 są one dobrze udokumentowane.